# Henk van Rooij (voetballer)
Henricus Josephus (Henk) van Rooij ('s-Hertogenbosch, 10 januari 1948 – Vught, 19 november 2024) was een Nederlands profvoetballer. De aanvaller werd in het seizoen 1972/73 met Roda JC kampioen in de eerste divisie, waarop de club promoveerde naar de eredivisie.
Van Rooij promoveerde behalve met Roda JC ook met Willem II en het Belgische KV Mechelen naar de hoogste divisie van Nederland dan wel België. In de laatste twee gevallen volgden de promoties alleen niet op kampioenschappen. Ook zijn broer Enrico was voetballer.

## Carrièrestatistieken
| Seizoen         | Club              | Land            | Competitie      | Competitie | Competitie | Beker | Beker | Internationaal | Internationaal | Overig | Overig | Totaal | Totaal |
| Seizoen         | Club              | Land            | Competitie      | Wed.       | Dlp.       | Wed.  | Dlp.  | Wed.           | Dlp.           | Wed.   | Dlp.   | Wed.   | Dlp.   |
| --------------- | ----------------- | --------------- | --------------- | ---------- | ---------- | ----- | ----- | -------------- | -------------- | ------ | ------ | ------ | ------ |
| 1965/66         | Wilhelmina        | Nederland       | Tweede divisie  | 1          | 1          | –     | 0     | –              | –              | –      | –      | –      | 1      |
| 1966/67         | Wilhelmina        | Nederland       | Tweede divisie  | 16         | 6          | –     | –     | –              | –              | –      | –      | 16     | 6      |
| 1967/68         | FC Den Bosch '67  | Nederland       | Eerste divisie  | 1          | 0          | –     | 1     | –              | –              | –      | –      | –      | 1      |
| 1968/69         | FC Den Bosch '67  | Nederland       | Eerste divisie  | 4          | 1          | –     | 0     | –              | –              | –      | –      | –      | 1      |
| 1971/72         | Roda JC           | Nederland       | Eerste divisie  | 38         | 19         | –     | 0     | –              | –              | –      | –      | –      | 19     |
| 1972/73         | Roda JC           | Nederland       | Eerste divisie  | 38         | 12         | –     | 0     | –              | –              | –      | –      | –      | 12     |
| 1973/74         | NAC               | Nederland       | Eredivisie      | 23         | 5          | –     | 2     | –              | –              | –      | –      | –      | 7      |
| 1974/75         | NAC               | Nederland       | Eredivisie      | 14         | 3          | –     | 0     | 0              | 0              | –      | –      | –      | 3      |
| 1975/76         | Willem II         | Nederland       | Eerste divisie  | 20         | 10         | –     | 0     | –              | –              | –      | –      | –      | 10     |
| 1975/76         | → SC Heracles '74 | Nederland       | Eerste divisie  | 7          | 1          | 0     | 0     | –              | –              | –      | –      | 7      | 1      |
| 1976/77         | Willem II         | Nederland       | Eerste divisie  | 33         | 1          | –     | 1     | –              | –              | –      | –      | –      | 2      |
| 1977/78         | Willem II         | Nederland       | Eerste divisie  | 35         | 13         | –     | 0     | –              | –              | –      | –      | –      | 13     |
| 1978/79         | Willem II         | Nederland       | Eerste divisie  | 36         | 15         | 2     | 2     | –              | –              | –      | 2      | –      | 17     |
| 1979/80         | Willem II         | Nederland       | Eredivisie      | 27         | 9          | –     | 0     | –              | –              | –      | –      | –      | 9      |
| 1980/81         | KV Mechelen       | België          | Tweede klasse   | 29         | 7          | –     | –     | –              | –              | –      | –      | –      | –      |
| 1981/82         | KV Mechelen       | België          | Eerste klasse   | 15         | 1          | –     | –     | –              | –              | –      | –      | –      | –      |
| Carrière totaal | Carrière totaal   | Carrière totaal | Carrière totaal | 337        | 104        | –     | 6     | 0              | 0              | 0      | 2      | –      | 112    |

## Erelijst
Roda JC
| Nationaal      |    |         |
| Eerste divisie | 1x | 1972/73 |